# Federico I Gonzaga
Federico I Gonzaga, född 1441, död 1484, var regerande länsherre i Mantua. Han var regerande markis av Mantua mellan 1478 och 1484.